# K.Will
Kim Hyung Soo (Hangul: 김형수, sinh ngày 30 tháng 12 năm 1981), còn được biết đến với nghệ danh K.Will (Hangul: 케이윌), là một ca sĩ nhạc ballad Hàn Quốc. K.Will lần đầu tiên được biết đến tại Hàn Quốc với hai single "Dream" là "A love to kill" OST, phát hành vào năm 2006. Khoảng một năm sau, anh phát hành album đầu ay "Left Heart". Tháng 12 năm 2008, anh trở lại với single "Love 119". Ngay sau đó là mini-album "Dropping the tears" vào tháng 4 năm 2009 và album thứ hai "Miss, Miss and Miss" vào tháng 11 năm 2009. 

## Tiểu sử

### Tuổi trẻ
K.Will rất thích hát từ khi còn bé, bắt đầu từ việc hát với mẹ khi mẹ chơi Guitar, anh đã từng bị đuổi khỏi lớp vì quá ồn ào. Sau khi tốt nghiệp trung học, anh quyết định sẽ trở thành ca sĩ và nói với bố mẹ. Tuy nhiên, họ lại không đồng ý với quyết định đó và cố gắng thỏa thuận với anh, nói rằng anh có thể chơi nhạc trong khi đang làm công việc khác. Cuối cùng, anh nhận ra là quá khó khăn khi làm hai việc cùng một lúc, nên anh quyết định sẽ trở thành ca sĩ. 

### Bắt đầu sự nghiệp
K.Will tham gia vào một buổi thử giọng và những nhà soạn nhạc cho rằng anh có tiềm năng để hát tiếp. Khi trở thành trainee, anh làm mọi thứ để có thể hát như là biểu diễn trên đường phố, hát bè, hay là hát điệp khúc cho những nghệ sĩ nổi tiếng. Trong lúc đó, anh đã xây dựng tình bạn với một số nghệ sĩ như 8Eight, Lim Jeong-hee, SG Wannabe...
K.Will thường bị nhầm là người soạn nhạc bài "Hug" của TVXQ cho đến khi việc này được làm rõ trong một buổi phỏng vấn trên KBS World.

## Sự nghiệp

### 2006-2007
Khi K.Will đang giúp Rain sản xuất album thứ hai, anh nhận được một lời mời từ Park Jin Young, một nhà sản xuất âm nhạc lớn tại Hàn Quốc. Park Jin Young đã viết và soạn cho anh một bài hát trong album đầu tiên "Left Heart" của K.Will, phát hành ngày 6 tháng 3 năm 2007. Cứ tưởng "Left Heart" là bài hát debut của K.Will nhưng anh đã có màn debut trước đó cùng với Lim Jeong-hee (được biết đến là J-Lim) vào năm 2006.
Trong thời gian đó, những video K.Will hát lại những bài hát của Mariah Carey được đăng lên mạng như "Without You", "My All", "I Still Believe"... và hát khá tốt nên những netizen gọi anh là "Mariah Carey phiên bản nam"

### 2008-2009
Ngày 2 tháng 12,2008 K.Will phát hành digital single "Love 119", một sự kết hợp với rapper có tiếng MC Mong. Bài hát này đã xếp #1 trên bảng xếp hạng online và xếp #2 trên KBS Music Bank K-Chart mà không hề quảng bá.
Tiếp nối với bài hát nổi tiếng "Love 119", K.Will phát hành mini album mang tên "Dropping The Tears" vào 31 tháng 3 năm 2009. Anh cũng đã làm việc với hai thành viên của SNSD: Tiffany và Yuri cho album này. Yuri xuất hiện trong MV "Dropping The Tears", còn Tiffany gọp giọng vào bài hát "Girl, Meets Love". K.Will và Tiffany đã biểu diễn bài hát này trên Music Core vào tháng 7,2009.
Vào 25 tháng 12 năm 2009 K.Will đã có concert đầu tiên của riêng mình. Vé được bán hết nhanh hơn bất kì ca sĩ solo nào.

### 2010-2011
K.Will debut tại USA trong "THE THREE ROMANTICIST" concert cùng với Kim Bum Soo và Yoo Seung Chan vào 5 tháng 3 năm 2010. Single của anh tên "Present" được phát hành vào 10 tháng 3 năm 2010 và đã xếp #1 trên nhiều bảng xếp hạng online.
K.Will tổ chức concert đầu tiên tại Nhật Bản, "K.Will Live Concert with Band In Tokyo" vào tháng 5,2011 và "K.Will Live Concert with Band In Osaka" vào tháng 7,2011.
Khoảng một năm sau album thứ hai của anh, anh phát hành digital single "Amazed" cùng với Simon D và Hyorin của Sistar vào 21 tháng 1 năm 2011. Bảy tuần sau đó, mini album thứ hai của anh được phát hành và anh tổ chức một live showcase và phát hành MV "My Heart Is Beating" có sự tham gia của Lee Joon (MBLAQ) và IU, bài hát này đã all-kill mọi bảng xếp hạng online. Năm năm kể từ khi debut, K.Will lần đầu tiên nhận được cúp tại SBS Inkigayo

### 2012
Sau khi tham gia KBS Immortal Songs II vào tháng 11 năm 2011. K.Will đã rời chương trình sau khi thắng 3 lần, tạo nên kỉ lục mới.
Vào ngày 14 tháng 2 năm 2012 (Ngày Valentine) K.Will phát hành 3rd mini-album "I Need You" hai tuần sau khi sau khi phát hành digital single "I Hate Myself". Cùng ngày đó, K.Will cũng đã phát hành MV "I Need You" thông qua Starship Entertainment's offical Youtube channel, có Bora (Sistar), Ji Chang Wook và Yeo Jin Gu đóng vai chính. "I Need You" xếp #2 tại Billbroad K-pop Hot 100 trong khi "I Hate Myself" xếp #6. K.Will lần đầu tiên thắng #1 tại K-Chart kể từ khi debut được 6 năm tại KBS Music Bank với ca khúc "I Need You"
Album "Third Album, Part 1" được phát hành vào ngày 11 tháng 10 cùng với MV "Please Don't" - bài hát chủ đề. "Please Don't" là bài hát được quảng bá thành công nhất của K.Will từ lúc trước đến nay. MV "Please Don't" có sự tham gia của Seo In Guk, Dasom (Sistar) và An Jae-hyeon

### 2013
Vào ngày 14 tháng 2 năm 2013 Powerhouse Live (U.S.) mời K.Will đến biểu diễn Valentine's Day concert ở Orpheum Theatre tại Los Angeles, California.
Vào 3 tháng 4 K.Will phát hành single "Love Blossom"
Vào 19 tháng 10, K.Will phát hành album "Will In Fall" với bài chủ đề là "You Don't Know Love". Trong MV có sự tham gia của Chanyeol (EXO) và người mẫu Lee Ho-jung ra mắt vào ngày 21 tháng 10.

### 2014
Vào 25 tháng 6, K.Will cho phát hành mini-album "One Fine Day", với bài hát chủ đề tên "Day 1", trong MV có sự tham gia của Soyu (Sistar) và nam diễn viên Park Min-woo.

### 2015
Đầu năm 2015, K.Will kết hợp cùng Ham Eun-jung của T-ara nhằm ra mắt cũng như hỗ trợ ca khúc I'm Good.

### 2017
Vào ngày 26 tháng 9, K.Will phát hành Nonfiction nằm trong ''The 4th Album Part 1''.
Chương trình thực tế
| Năm  | Tên      | Network |
| ---- | -------- | ------- |
| 2014 | Real Men | MBC     |

## Giải thưởng
| Năm  | Giải thưởng                                                                    |
| ---- | ------------------------------------------------------------------------------ |
| 2007 | TV Writers Association: Top Rookie Singer Award                                |
| 2009 | The 10th Korea Visual Arts Festival: Photogenic Awards                         |
| 2009 | The 1st Melon Music Awards: Top 10 Artists                                     |
| 2010 | The 16th Republic of Korea Entertainment Arts Awards: Male Ballad Singer Award |
| 2011 | The 26th Golden Disk Awards: Digital Music Bonsang ("My Heart beating")        |
| 2012 | Gaon Chart K-Pop Awards: Singers of the Year Award (March)                     |
| 2012 | Soompi Gayo Awards: Top 10 Artists - #8                                        |
| 2012 | Soompi Gayo Awards: Top 50 Songs - #4 "이러지마 제발 ("Please Don’t")"         |
| 2012 | Soompi Gayo Awards: Top Male Singer - Gold "이러지마 제발 ("Please Don’t")"    |
| 2012 | 14th Mnet Asian Music Awards: Best Vocal Performance - Solo ("I Need You")     |
| 2012 | 4th Melon Music Awards: Music Style Award - Best R&B/Ballad ("Please Don’t")   |
| 2013 | 27th Golden Disk Awards: Digital Music Bonsang ("I Need You")                  |

### Chương trình âm nhạc

#### Music Bank
| Năm  | Ngày       | Bài hát        |
| ---- | ---------- | -------------- |
| 2012 | 2 tháng 3  | "I Need You"   |
| 2013 | 19 tháng 4 | "Love Blossom" |

#### Inkigayo
| Năm  | Ngày      | Bài hát               |
| ---- | --------- | --------------------- |
| 2011 | 3 tháng 4 | "My Heart Is Beating" |

#### M! Countdown
| Năm  | Ngày        | Bài hát        |
| ---- | ----------- | -------------- |
| 2012 | 25 tháng 10 | "Please Don't" |
| 2012 | 1 tháng 11  | "Please Don't" |

#### Show Champion
| Năm  | Ngày       | Bài hát        |
| ---- | ---------- | -------------- |
| 2013 | 17 tháng 4 | "Love Blossom" |
| 2013 | 24 tháng 4 | "Love Blossom" |

#### Music Triangle
| Năm  | Ngày        | Bài hát        |
| ---- | ----------- | -------------- |
| 2012 | 31 tháng 10 | "Please Don't" |